# رشد جوان
رشد جوان یکی از مجله‌های فارسی چاپ ایران، در گروه مجلات رشد است.

## تاریخچه
انتشار مجلهٔ رشد جوان از مهر ماه سال ۱۳۶۳ خورشیدی (اکتبر ۱۹۸۴) توسط دفتر انتشارات کمک آموزشی وزارت آموزش و پرورش و به منظور فراهم آوردن یک خواندنی مناسب برای دانش‌آموزان دورهٔ دبیرستان آغاز شده‌است.
ناشر این مجله، پیش از انقلاب اسلامی، مجلاتی را با همین هدف و با نام عمومی «پیک» منتشر می‌کرده‌است. (ر. ک. مجله‌های پیک). با افزودن سابقهٔ انتشار مجلهٔ «پیک جوانان» به رشد جوان، تاریخ انتشار شمارهٔ نخست مجله به سال ۱۳۴۹ خورشیدی خواهد رسید. در این دوره مجله با همکاری موسسهٔ انتشاراتی فرانکلین و تحت مسئولیت ایرج جهانشاهی اداره می‌شد. در میان شورای نویسندگان این دوره از مجله، نام نویسندگانی چون: کریم امامی، گلی‌امامی، ثمین باغچه‌بان، نجف دریابندری، اسماعیل سعادت، احمد گلشیری، حسن مرندی و علی‌اصغر مهاجر به چشم می‌خورد. نام احمد آرام و محمود بهزاد نیز ذیل عنوان مشاور آورده شده‌است.

## سردبیران رشد جوان
فرهاد تاجدینی نخستین سردبیر مجلهٔ رشد جوان به شمار می‌رود. او فقط یک سال در این سمت باقی بود و سال دوم کار را به محمود گلزاری واگذار کرد. در این دوره در مجلهٔ جوان، مطالب روانشناسی- اجتماعی، علمی – آموزشی، ادبی، درسی و اندکی سیاسی خبری چاپ می‌شد. با آمدن سید مهدی شجاعی نویسندهٔ نام‌آشنای ایرانی، این رویه کمی تغییر کرد و مطالب، صبغهٔ ادبی‌تری یافت.
او تا سال ۱۳۷۱ جمعاً به مدت ۶ سال سکان سردبیری این مجله را در دست داشت. در مهر سال ۱۳۷۱ جای خود را به محمدرضا شاداب‌رو داد که یکی از نویسندگان تقریباً ثابت این مجله در سال‌های پس از انقلاب اسلامی بود. با وجود کناره‌گیری شجاعی از سمت سردبیری مجله، سایهٔ او همچنان بر سر مجله تداوم داشت. نام او در تمام مدت سردبیری شاداب‌رو و حتی پس از آن، همواره به عنوان مشاور مجله در صفحهٔ شناسنامه درج شده‌است.
به هر حال شاداب رو پس از ۴ سال وظیفهٔ خود را به محمد ناصری سپرد که او نیز از با نفوذترین سردبیران مجلات رشد بود و در عین حفظ سمت، معاون مجلات دفتر انتشارات کمک آموزشی نیز بود. ناصری از سال ۱۳۷۵ تا ۱۳۸۰ یعنی به مدت ۵ سال در سمت خود باقی‌ماند. او تا سال 1398 مدیر مسوول کلیه نشریات رشد بود. از مهر سال ۱۳۸۰ مناف یحیی‌پور وظیفهٔ او را بر دوش گرفت که تحصیل‌کردهٔ رشتهٔ روزنامه‌نگاری از دانشکدهٔ معروف علوم ارتباطات علامهٔ طباطبایی است. از سال ۱۳۸۷ نیز ناصر نادری به مدت ۳ سال و سپس از سال ۱۳۹۰ محمدعلی قربانی این مسئولیت را بر عهده گرفته‌اند.محمدعلی قربانی نویسنده ومترجم و عضو شورای کارشناسی مجله رشد نوجوان و رشد معلم است. از سال ۱۳۷۴ در حوزه ترجمه وداستان‌نویسی در نشریات مختلف فعالیت داشته‌است. از کتاب‌های او لبخند ماندگار، هاله‌ای از نور، پیشانی و عشق، سردار خطیب، همینگوی، عبدالله روایت سرخ عشق و ترجمة معلم روشنایی وهری پاتر و یگان ققنوس را می توان نام برد. او دارای مدرک کارشناس ارشد رشته مترجمی زبان انگلیسی است.
در سال 1395 سیدامیر سادات‌موسوی، نویسنده و مروج علم، به سمت سردبیری این مجله رسید. سادات‌موسوی دارنده‌ی دو مدال جهانی در المپیاد نجوم است. او در سال 2007 در کشور اکراین بالاترین نمره‌ی این رقابت‌ها را کسب کرده بود. در دورهٔ سردبیری او، مجلهٔ رشد جوان با جهشی در فرم و محتوا همراه بود. نویسندگان مجله تنوع بیشتری یافتند و سه بخش پاتوق علم، ادبیات و طنز به این نشریه اضافه شدند. در این دوران، این مجله بارها به واسطهٔ مطالب اینفوگرافیک جذاب علمی مورد تشویق رسانه‌های مختلف قرار گرفت. در سال 1398، دکتر مسعود فیاضی به مدیرمسئولی گروه مجلات رشد رسید. شش ماه بعد، سادات‌موسوی با انتشار متنی در شبکه‌های اجتماعی نسبت به آنچه رواج «تحجر» و «ریاکاری» نامیده‌بود، از سردبیری رشدجوان استعفا داد. یک هفته بعد، جمعی از نویسندگان مجلهٔ رشد جوان و رشد نوجوان، با انتشار بیانیه‌ای در حمایت از سادات‌موسوی، اعلام کردند که زیر فشار سانسور، نمی‌توانند به فعالیت در این مجلات ادامه دهند.

## شمارگان رشد جوان
شمارگان رشد جوان، طی سال تحصیلی گذشته یعنی ۹۱-۱۳۹۰ (برابر با اکتبر ۲۰۱۱- مه ۲۰۱۲) به‌طور متوسط ماهیانه بالغ بر ۱۶۶٬۵۰۰ نسخه بوده‌است.